# Trasmed GLE
Trasmed Grimaldi Logistics España, meglio conosciuta come Grimaldi Trasmed, è una compagnia di navigazione controllata del Gruppo Grimaldi. Nata nel 2021, la compagnia opera in ambito marittimo per il trasporto passeggeri.

## Storia
La società è stata fondata nel luglio 2021 tramite un accordo tra il Gruppo Grimaldi ed Armas Trasmediterránea Group per la vendita al Gruppo Grimaldi di cinque navi ro/pax (Ciudad De Palma, Ciudad de Granada, Ciudad de Mahón, Volcán del Teide e Volcán de Tijarafe) nonché di due terminal nei porti di Valencia e Barcellona, oltre a uffici ubicati nell'isola di Maiorca, Minorca e Ibiza. L’accordo prevede inoltre, l’acquisto da parte del Gruppo Grimaldi dei diritti per operare tra la Spagna Continentale e le Isole Baleari per il trasporto di merci e passeggeri sulle rotte marittime Barcellona – Mahon (Minorca), Barcellona – Palma de Mallorca, Barcellona – Ibiza, Valencia – Mahon, Valencia – Palma de Mallorca e Valencia – Ibiza.

## Flotta
| Traghetto           | Foto | Stazza t.s.l. | Passeggeri | Auto / Carico merci (metri lineari) | Velocità (in nodi) | Anno di costruzione | Tipologia | Note                                           |
| ------------------- | ---- | ------------- | ---------- | ----------------------------------- | ------------------ | ------------------- | --------- | ---------------------------------------------- |
| Ciudad de Soller    |      | 33.958        | 880        | / 2.300                             | 22                 | 1999                | Ro-Pax    | Precedentemente Igoumenitsa per Grimaldi Lines |
| Ciudad de Palma     |      | 26.904        | 878        | 350 / 2.255                         | 24                 | 2007                | Ro-Pax    |                                                |
| Ciudad de Granada   |      | 26.916        | 1.252      | 350 / 1.809                         | 21,5               | 2000                | Ro-Pax    |                                                |
| Ciudad de Barcelona |      | 29.514        | 1.457      | 600 / 2.100                         | 26                 | 2010                | Ro-Pax    |                                                |
| Ciudad de Mahón     |      | 19.976        | 972        | 400 / 1.057                         | 23                 | 2007                | Ro-Pax    | Noleggiato a lungo termine a Baleària          |
| Gubal Trader        |      | 7.616         | 86         | ?/929                               | 16,5               | 1979                | Ro-Ro     | Noleggiato da United Marittime Egypt           |

## Rotte effettuate
Spagna e Ibiza 
| Linea              | Nave                                                    | Durata              | Note |
| ------------------ | ------------------------------------------------------- | ------------------- | ---- |
| Barcellona - Ibiza | Ciudad de Barcelona / Golden Bridge (operato dalla GNV) | 8 h 30 m / 9 h      |      |
| Valencia - Ibiza   | Ciudad de Granada                                       | 5 h 30 m / 6 h 45 m |      |

 Spagna e Maiorca 
| Linea                         | Nave                | Durata                    | Note             |
| ----------------------------- | ------------------- | ------------------------- | ---------------- |
| Barcellona - Palma di Maiorca | Ciudad de Palma     | 7 h 15 m                  |                  |
| Barcellona - Alcúdia          | Ciudad de Barcelona | 5 h 30 m                  | Rotta stagionale |
| Valencia - Palma di Maiorca   | Ciudad de Palma     | 8 h / 8 h 30 m / 9 h 30 m |                  |

 Spagna e Minorca 
| Linea              | Nave                                                                        | Durata              | Note |
| ------------------ | --------------------------------------------------------------------------- | ------------------- | ---- |
| Barcellona - Mahón | Ciudad de Granada / Ciudad de Barcelona / Golden Bridge (operato dalla GNV) | 7 h 45 m / 8 h 30 m |      |
| Valencia - Mahón   | Ciudad de Soller                                                            | 15 h 30 m           |      |

 Maiorca e Ibiza 
| Linea                    | Nave             | Durata   | Note |
| ------------------------ | ---------------- | -------- | ---- |
| Palma di Maiorca - Ibiza | Ciudad de Soller | 3 h 30 m |      |

 Maiorca e Minorca 
| Linea                    | Nave                                                        | Durata   | Note |
| ------------------------ | ----------------------------------------------------------- | -------- | ---- |
| Alcúdia - Mahón          | Ciudad de Barcelona                                         | 3 h 15 m |      |
| Palma di Maiorca - Mahón | Ciudad de Soller                                            | 5 h 30 m |      |
| Alcúdia - Ciutadella     | Chenega / Fairweather (In collaborazione con Menorca Lines) | 1 h 15 m |      |